# Campeonato Africano de Atletismo de 2010 - Salto em distância feminino
A prova do salto em distância masculino do Campeonato Africano de Atletismo de 2010 foi disputada no dia 30 de julho de 2010 em Nairóbi,  no Quênia. 

## Recordes
Antes desta competição, os recordes mundiais e do campeonato nesta prova eram os seguintes:
|                       | Nome               | Nacionalidade   | Distância | Local           | Data                 |
| --------------------- | ------------------ | --------------- | --------- | --------------- | -------------------- |
| Recorde mundial       | Galina Chistyakova | União Soviética | 7m 52cm   | São Petersburgo | 11 de junho de 1988  |
| Recorde do campeonato | Karen Botha        | África do Sul   | 6m 78cm   | Belle Vue       | 25 de junho de 1992  |
| Recorde do campeonato | Chioma Ajunwa      | Nigéria         | 6m 78cm   | Dakar           | 20 de agosto de 1998 |
| Recorde africano      | Chioma Ajunwa      | Nigéria         | 7m 12cm   | Atlanta         | 2 de agosto de 1996  |

## Medalhistas
| Ouro                    | Prata                | Bronze             |
| Blessing Okagbare (NGR) | Comfort Onyali (NGR) | Jamaa Chnaik (MAR) |

## Cronograma
Todos os horários são locais (UTC+3).
| Data        | Hora  | Evento |
| ----------- | ----- | ------ |
| 30 de julho | 15:40 | Final  |

## Resultado final
| Posição           | Atleta               | Nacionalidade   | #1   | #2   | #3   | #4   | #5   | #6   | Resultados | Notas |
| ----------------- | -------------------- | --------------- | ---- | ---- | ---- | ---- | ---- | ---- | ---------- | ----- |
| Medalha de ouro   | Blessing Okagbare    | Nigéria         | 6.55 | 6.49 | –    | –    | 6.62 | –    | 6.62       |       |
| Medalha de prata  | Comfort Onyali       | Nigéria         | 6.08 | 6.42 | 6.31 | –    | 6.31 | X    | 6.42       |       |
| Medalha de bronze | Jamaa Chnaik         | Marrocos        | 5.60 | 6.19 | 6.12 | 6.30 | 6.30 | 6.18 | 6.30       |       |
| 4                 | Yah Koita            | Mali            | X    | 6.02 | X    | 6.11 | X    | X    | 6.11       |       |
| 5                 | Sandrine Mbumi       | Camarões        | 5.58 | 5.75 | 6.05 | 5.74 | X    | 5.80 | 6.05       |       |
| 6                 | Mariette Mien        | Burquina Fasso  | X    | 5.24 | 5.83 | X    | X    | X    | 5.83       |       |
| 7                 | Doyana Jolicoeur     | Ilhas Maurícias | 5.56 | 5.26 | 5.38 | 5.67 | 5.21 | 4.98 | 5.67       |       |
| 8                 | Janet Boniface       | Seicheles       | X    | 5.47 | 5.65 | 5.29 | 5.47 | 5.48 | 5.65       |       |
| 9                 | Regina Malai Mulatya | Quênia          | 5.52 | 5.42 | 4.99 |      |      |      | 5.52       |       |
| 10                | Zeiba Zeine          | Etiópia         | 4.76 | 5.12 | 4.93 |      |      |      | 5.12       |       |
| 11                | Beatrice Gyaman      | Gana            | X    | 4.93 | 5.09 |      |      |      | 5.09       |       |
| 12                | Rose Moraa           | Quênia          | X    | 5.05 | 4.95 |      |      |      | 5.05       |       |
| 13                | Cherotich Koech      | Quênia          | 4.30 | X    | 4.94 |      |      |      | 4.94       |       |
| 14                | Netsanet Haddis      | Etiópia         | X    | 4.45 | 4.92 |      |      |      | 4.92       |       |

Legenda
| Recorde mundial       | Recorde mundial (World record)               |                       | Recorde africano                      | Recorde africano (African) |                                           | Q | Classificado por posição (Qualified) |
| Recorde do campeonato | Recorde do campeonato (Championship record)  | Recorde da América    | Recorde da América (Americas)         | q                          | Classificado por melhor tempo (Qualified) |   |                                      |
| Melhor marca do ano   | Melhor marca do ano (World leading)          | Recorde asiático      | Recorde asiático (Asian)              | DNS                        | Não largou (Did not start)                |   |                                      |
| Recorde nacional      | Recorde nacional (National record)           | Recorde europeu       | Recorde europeu (European)            | DNF                        | Não terminou (Did not finish)             |   |                                      |
| Recorde pessoal       | Recorde pessoal do atleta (Personal best)    | Recorde da Oceania    | Recorde da Oceania (Oceania)          | DSQ / DQ                   | Desclassificado (Disqualified)            |   |                                      |
| Recorde da temporada  | Recorde da temporada do atleta (Season best) | Recorde sul-americano | Recorde sul-americano (South America) | NM                         | Sem marca (No mark)                       |   |                                      |